# Nematocydy
Nematocydy (łac. Nemata – nicienie, occidere – zabijać), środki nicieniobójcze – związki chemiczne używane do ochrony roślin przeciwko nicieniom żywiącym się korzeniami. Stosowane są doglebowo. Ze względu na tworzenie przez nicienie cyst, które są szczególnie odporne na działanie pestycydów, do ich zwalczania stosuje się specyficzne substancje o dużej toksyczności lub niektóre insektycydy w dużych stężeniach.
Jako nematocydy stosuje się np. dazomet, który w glebie ulega rozkładowi z wytworzeniem silnie toksycznego izocyjanianu metylu. Używane są też estry kwasu fosforowego, np. tionazyna oraz insektycydy karbaminianowe, np. karbofuran, aldikarb lub oksamyl. 